# Monali Meher
Monali Meher is een Indiaas kunstenaar. Haar oeuvre omvat installaties, performances, tekeningen, fotocollages, video's en sculpturen.

## Biografie
Monali Meher volgde haar opleiding aan de Sir Jamsetjee Jeejebhoy School of Arts in Mumbai en behaalde haar Bachelor of Fine Arts (BFA) in 1991. Sinds de eeuwwisseling woont en werkt zij in Europa, eerst in Amsterdam en vervolgens in Gent. In 2000 en 2001 was ze artist in residence aan de Rijksakademie van Beeldende Kunsten in Amsterdam. 

## Kunststijl
Transformatie, transitie en performativiteit zijn kenmerkend voor haar werk. Met haar tweede thuisland werd ook het motief van een tweede huid belangrijk. Huid wordt een drager van culturele en sociaal-politieke betekenissen. Niet alleen bedekt Meher in performances haar eigen huid met bladgoud of henna, maar ook allerlei gebruiksvoorwerpen voorziet zij van een nieuwe huid. Ze worden net zo lang omwikkeld met een rode wollen draad totdat het oorspronkelijk object nauwelijks herkenbaar is en vervolgens geordend en gepresenteerd in een wandinstallatie. Alledaagse voorwerpen en persoonlijke items, zoals een sandaal, kleerhanger, schaar, kwast of keukengereedschap worden ontdaan van hun functionaliteit en krijgen door hun nieuwe huid een nieuw leven, nieuwe betekenissen. Rood staat voor de kleur die zowel leven en uitbundigheid, als dood en geweld symboliseert, aldus de kunstenares.
Terugkerende thema's zijn tijd, een gevoel van thuishoren, migratie, culturele kruisbestuiving, een hybride en diaspora-identiteit, gender, intimiteit, verval, het klimaat, transformatie en het opnieuw vormgeven van objecten en herinneringen – niet zelden in een sociale of politieke context.
Meher heeft internationaal aan veel tentoonstellingen deelgenomen en performances opgevoerd, waaronder in Glasgow, Dubai, Arnhem, Istanbul en Venetië. Ze heeft ook diverse solotentoonstellingen gehad, waaronder Meat Markets and Spirit Houses en The Beginning of A New Beginning (2022) in galerie Lumen Travo, Amsterdam en Reverse, Rewind, Replay in Goliath Visual Space in New York.

## Werk en exposities
- Solotentoonstelling met wandobjecten in Lakeeri Art Gallery, Mumbai, India (1995)
- Performance But I was never a Bride, New Delhi. Fotowerk van deze performance in collectie van Museum Arnhem (2004).
- Riceville / Whiteville, installatie tijdens groepstentoonstelling De Mensenfamilie, De Uithof, Utrecht (2006).
- Performance Between Familiar/Unfamiliar, The home & Heart, Beats a Golden Kiss, Tate Modern in Londen (2006).
- Meerdere performances onder de titel Departure, tijdens Sinop Biënnale in Turkije (2006)
- Performance In Determination, Mumbai, ter nagedachtenis aan de slachtoffers van de reeks gelijktijdig gepleegde terroristische aanslagen in november 2008 in Mumbai (2009).
- Met foto- en videowerken en performances nam zij deel aan de groepstentoonstelling rebelle. Art & Feminism (2009) Museum Arnhem, Threads (2014) Museum Arnhem, What We Have Overlooked (2016) in Framer Framed, Amsterdam en Living Forgiving and Remembering (2020-2021), Museum Arnhem en 3,14 Kunsthal Bergen, Noorwegen. Alle tentoonstellingen zijn samengesteld door Mirjam Westen. Solotentoonstelling The Beginning of A New Beginning in galerie Lumen Travo, Amsterdam (2022).
- In 2003 realiseert Meher de installatie Old fashioned samen met deelnemers van het performancefestival in Centre of Experimentation & Information of Art (CEIA) in de Braziliaanse stad Belo Horizonte. De performatieve installatie wordt talloze malen gerealiseerd, waaronder in de tentoonstelling Living, Forgiving, Remembering, in de tijdelijke tentoonstellingsruimte in de kerk van Museum Arnhem (2019) en in het Stam Museum in Gent (2023).

## Prijzen
- Golden Chimera Award voor innovatie en originaliteit tijdens de Arezzo Biënnale in Italië (2013).
- NN Award tijdens Art Rotterdam (2023).